# Emiliano Aquino
João Emiliano Fortaleza de Aquino é um militante, professor e estudioso marxista que ficou conhecido pela sua pesquisa pioneira sobre Guy Debord no Brasil.
Emiliano Aquino teve uma infância/adolescência alternada entre Oeiras (Piauí), sua cidade natal, Pedreiras (Maranhão) e Fortaleza (Ceará). Em 1992, concluiu sua graduação em filosofia na Universidade Federal do Rio Grande do Norte, defendendo o trabalho Razão e História: diferenças entre as concepções de história em Kant e Hegel, orientado por Hermano Machado Ferreira Lima. Pouco tempo depois, em 1994, sob a orientação de Roberto Markenson,[carece de fontes?] concluiu a dissertação de mestrado em filosofia intitulada Sobre a concepção hegeliana do trabalho: a parábola do senhorio e da servidão. Em 1995 torna-se professor efetivo, por concurso, da Universidade Estadual do Ceará e passa então a contribuir ainda mais ativamente com as pesquisas filosóficas e movimentações políticas de Fortaleza/CE.
A partir dessa época "Emiliano Aquino e Ilana Amaral constituíram em Fortaleza uma corrente de luta fortemente inspirada pela crítica situacionista, a partir de uma cisão do Partido da Libertação Proletária (PLP), chamada Contra a Corrente (CaC), mais tarde Proletarizados Contra a Corrente (entre 1999 e 2001). Os quatro últimos números dessa revista (do 9 ao 12) marcam um afastamento definitivo da corrente com suas origens trotskistas, além de uma fecunda recusa em se identificar com qualquer forma de ideologia, principalmente as ditas 'revolucionárias'.
Entre 2001 e 2004, Aquino cursou o doutorado em filosofia na Pontifícia Universidade Católica de São Paulo, sob a orientação de Jeanne-Marie Gagnebin.[carece de fontes?] Em 2005, defende a tese intitulada: Reificação e linguagem em André Breton e Guy Debord, deslocando "o centro receptor da crítica debordiana da Alemanha para o Brasil, apresentando uma interpretação rigorosamente fiel às aspirações intelectuais originais de Debord, em polêmica com a interpretação dos teóricos alemães 'críticos do valor' Anselm Jappe e Robert Kurz – ligados ao grupo Exit!, formado em 2004 a partir de uma cisão do grupo Krisis (1989-2004)". Essa tese foi parcialmente publicada na forma de livro, em 2006, pela editora da Universidade Estadual do Ceará, acrescida de um polêmico prefácio escrito por Ilana Amaral. Este último foi lido por renomados intectuais marxistas libertários, como Nildo Viana,[carece de fontes?] enquanto expressão de um abstracionismo. "Na verdade, aqui falta o concreto em favor da abstratificação da realidade", de forma mais precisa, "a separação é criticada por Debord e a vida cotidiana, a totalidade reaparece, o que é um mérito. Porém a totalidade que ele apresenta é abstrata e sua linguagem é igualmente abstrata e por isso a dificuldade de leitura de sua obra e ampla possibilidade das mais variadas interpretações. E, apesar da recusa total e da retomada da totalidade, ele focaliza o consumo, o valor de troca, a imagem, o espetáculo, ao invés de trabalhar a produção do 'espetáculo' e tudo o mais que aborda. É o que Kosik denominou 'totalidade abstrata'". A grande maioria dos intérpretes, no entanto, tem assinalado o primor do Debord lido por Aquino (e apresentado por Amaral). Em sua tese de doutorado, Pablo Alexandre Gobira de Souza Ricardo rebate as críticas de Viana à Amaral (e ao Debord de Aquino) e afirma que "apesar de Viana conferir bastante certeza a suas afirmações, não é possível endossá-las com base na crítica presente no livro de Debord, visto que a própria forma de organização dos proletarizados credita importância ao momento da produção, uma vez que a organização em conselhos de trabalhadores se forma nos locais de produção e, justamente aí, os trabalhadores se opõem às condições capitalistas dessa produção".
Em 2009 Emiliano Aquino retornou a São Paulo, após certo tempo mergulhado nas atividades de Fortaleza, concluindo o estágio pós-doutoral na Universidade de São Paulo, em 2010, com uma pesquisa sobre Walter Benjamin intitulada: A teoria da sociedade capitalista nas passagens de Walter Benjamin: As teses de 1940 e as lutas de classes do século XIX, orientada pelo famoso filósofo e professor Paulo Eduardo Arantes.[carece de fontes?]
Atualmente reside em Fortaleza/CE onde é militante, professor e coordenador do I) Grupo de Pesquisa em Dialética e Teoria Crítica e do II) Grupo de Estudos Benjaminianos da UECE. Tem experiência em Filosofia (nas áreas específicas de Teoria Crítica, Estética e Dialética) e em Estudos Surdos.[carece de fontes?]